# Jurij III. Daniilovič
Jurij III. Daniilovič (1281 – 21. listopadu 1325) pocházel z dynastie Rurikovců. Byl nejstarším synem prvního moskevského knížete Daniila a starším bratrem velikého knížete vladimirského Ivana I. Kality. Kníže moskevský od roku 1303, veliký kníže vladimirský v letech 1317–1322.